# Short track ai VII Giochi asiatici invernali - Staffetta 3000 metri femminile
La specialità della staffetta 3000 metri femminile di short track dei VII Giochi asiatici invernali si è svolta il 1° e il 2 febbraio 2011 al Velodromo Saryarka di Astana, in Kazakistan.

## Risultati
Legenda
- PEN — Penalità

### Batterie

#### Gruppo 1
| Class | Squadra                                                               | Tempo    | Note |
| ----- | --------------------------------------------------------------------- | -------- | ---- |
| 1     | Cina Zhou Yang Zhao Nannan Fan Kexin Zhang Hui                        | 4:18.836 | Q    |
| 2     | Kazakistan Inna Simonova Xeniya Motova Darya Volokitina Anna Samarina | 4:39.411 | Q    |
| 3     | Taipei cinese Yang Szu-han Lin Wei Chung Hsiao-ying Tsou Mu-yin       | 4:39.481 |      |

#### Gruppo 2
| Class | Squadra                                                           | Tempo    | Note |
| ----- | ----------------------------------------------------------------- | -------- | ---- |
| 1     | Corea del Sud Park Seung-hi Kim Dam-min Cho Ha-ri Yang Shin-young | 4:17.256 | Q    |
| 2     | Giappone Biba Sakurai Yui Sakai Ayuko Ito Sayuri Shimizu          | 4:17.402 | Q    |
| 3     | Corea del Nord Hwang Hye-jong Kim Jong-mi Ri Won-hyang Ju Yun-mi  | 4:28.710 |      |

### Finale
| Class   | Squadra                                                               | Tempo    |
| ------- | --------------------------------------------------------------------- | -------- |
| Oro     | Cina Zhou Yang Liu Qiuhong Fan Kexin Zhang Hui                        | 4:23.800 |
| Argento | Corea del Sud Park Seung-hi Cho Ha-ri Yang Shin-young Hwang Hyun-sun  | 4:30.010 |
| Bronzo  | Kazakistan Inna Simonova Xeniya Motova Darya Volokitina Anna Samarina | 4:32.011 |
| —       | Giappone Biba Sakurai Yui Sakai Ayuko Ito Sayuri Shimizu              | PEN      |